# Borealosaurus
Borealosaurus là một chi khủng long, được You Ji Q. Lamanna Li J. L. & Li Y. X. mô tả khoa học năm 2004.